# Jacques Laurence-Dumail
Jacques Laurence-Dumail est un homme politique français né le 3 septembre 1749 à Poitiers (Vienne) et décédé à une date inconnue, postérieure à 1808.
Négociant à Poitiers, receveur du district en 1791, il est député de la Vienne de 1804 à 1808.

## Sources
- « Jacques Laurence-Dumail », dans Adolphe Robert et Gaston Cougny, Dictionnaire des parlementaires français, Edgar Bourloton, 1889-1891 [détail de l’édition]